# 王有强
王有强（1962年10月20日—），男，江西南昌人，中国公共管理学者，清华大学公共管理学院教授。曾任清华大学苏世民书院院长、清华大学图书馆馆长等职。

## 生平
1962年10月出生于江西省南昌市。1985年赴美国留学深造，1989年获俄亥俄大学数学博士学位，1997年获马里兰大学经济学博士学位。1997年至2002年，在香港中文大学经济学系任教。2002年8月，调入清华大学公共管理学院任教。2008年，任学院党委书记、常务副院长。2010年，挂职任中共杭州市委副秘书长。2017年8月，任清华大学苏世民书院院长。2018年2月，受聘为瑞昌市县域发展研究院首任院长。2018年9月，转任清华大学图书馆馆长。2022年10月退任。2023年获清华大学第十八届“良师益友”奖。